# Каминский, Михаил Николаевич
Михаил Николаевич Каминский (2 ноября 1905 года, дер. Рябово, Калужская губерния — 1982 год, Москва) — советский лётчик-испытатель и полярный лётчик, автор воспоминаний об арктических исследователях, моряках и авиаторах. Один из немногих, проживших долгую жизнь, пионеров полярной авиации.
Летал над Северным и Южным полюсами, провел долгую полярную ночь на дрейфующей станции «Северный полюс-5» (СП-5), участвовал в двух антарктических экспедициях.

## Биография
Родился 2 ноября 1905 года в д. Рябово Малоярославецкого уезда Калужской губернии.
Некоторое время служил лётчиком-испытателем Остехбюро П. И. Гроховского.
С 1935 по 1939 годы выполнял авиационные рейсы на Чукотку. В 1940 году проводил изыскания воздушной трассы на Чукотку по северному побережью. В марте — апреле 1941 года Каминский — второй пилот и парторг в блестящей воздушной экспедиции И. И. Черевичного в район Северного полюса недоступности.
В феврале 1937 года за освоение Арктики награжден орденом Красной Звезды.
Участник Великой Отечественной войны. В начале войны М. Н. Каминский нёс сторожевую службу в западном секторе Арктики и проводил корабли в условиях блокады Карского моря немецкими подводными лодками. С начала 1943 года и до конца войны — находился в составе авиации дальнего действия — командир большого четырехмоторного ночного бомбардировщика «Пе-8» 25-го гвардейского авиационного полка.
В 1947—1950 годах летом исследовал «белые пятна» на карте Заполярья с помощью аэросъемки, а зимой участвовал в первых высокоширотных экспедициях в приполюсном районе.
В 1950 году М. Н. Каминский испытывал в условиях Арктики первый самолет О. К. Антонова — «Ан-2» на лыжном шасси. В период организации станции «СП-5» (1955—1956 годы) в условиях полярной ночи «Ан-2» под управлением Каминского совершил 200 полетов и доставил в расположение лагеря 80 тонн грузов.
Осенью 1956 года Каминский ушёл в морскую антарктическую экспедицию. В 1957 году работал в Антарктике вторично. За два сезона на своем «Ан-2» он снял для карты более пяти тысяч километров наименее исследованного побережья этого материка.
После ухода на пенсию Михаил Николаевич Каминский стал писать книги.

Могила на Переделкинском кладбище

Умер в 1982 году в Москве. Похоронен на Переделкинском кладбище.

## Память
Именем полярного летчика М. Н. Каминского названы острова Каминского у Берега Харитона Лаптева.

## Награды
- Орден Красной Звезды (25.02.1937)[6],
- Медаль «За оборону Ленинграда» (22.12.1942),
- Орден Отечественной войны I степени (19.11.1943)[7],
- Орден Красной Звезды (03.11.1944)[8],
- Медаль «За оборону Советского Заполярья» (14.05.1945)[9],
- Медаль «За победу над Германией в Великой Отечественной войне 1941—1945 гг.» (09.05.1945),
- Орден Ленина (06.12.1949).

## Цитаты
На юбилейном заседании, посвященном 75-летию со дня рождения М. В. Водопьянова, Михаил Николаевич Каминский вспоминал:

«Когда впервые смотрел на портреты героев-летчиков, на Михаила Васильевича, читал об их делах, то пленился Арктикой. Мне захотелось походить на героев, захотелось в Арктику, спасать челюскинцев. Если эти ребята могут, почему не могу я?! И я пошел туда…»